# Généreux du Saint Crucifix
Généreux du Saint Crucifix, né sous le nom d'Angelo Fontanarosa le 6 novembre 1881 à Vetralla (Viterbe, Italie) et mort le 9 janvier 1966 à Mascalucia (Catane, Sicile), est un prêtre profès italien de la Congrégation de la Passion de Jésus-Christ. Le 27 mars 2016, il est déclaré vénérable par le pape François.

## Biographie
À l'âge de 15 ans, il entre au noviciat des passionistes sur le mont Argentario et fait sa profession. Il est ordonné prêtre en 1904. En 1915, il est mobilisé et sert comme agent de santé. Supérieur de communautés et prédicateur de missions paroissiales, il est choisi pour fonder en 1920 la première maison en Sicile, qui prend le nom de fondation de Borgetto. En 1923, il fonde la revue L'Addolorata, par laquelle il exerce son apostolat. Il devient ensuite le directeur spirituel de la vénérable Lucia Mangano. 
Il meurt finalement le 9 janvier 1966 à Mascalucia, en Sicile.